# Verbod op korte vluchten

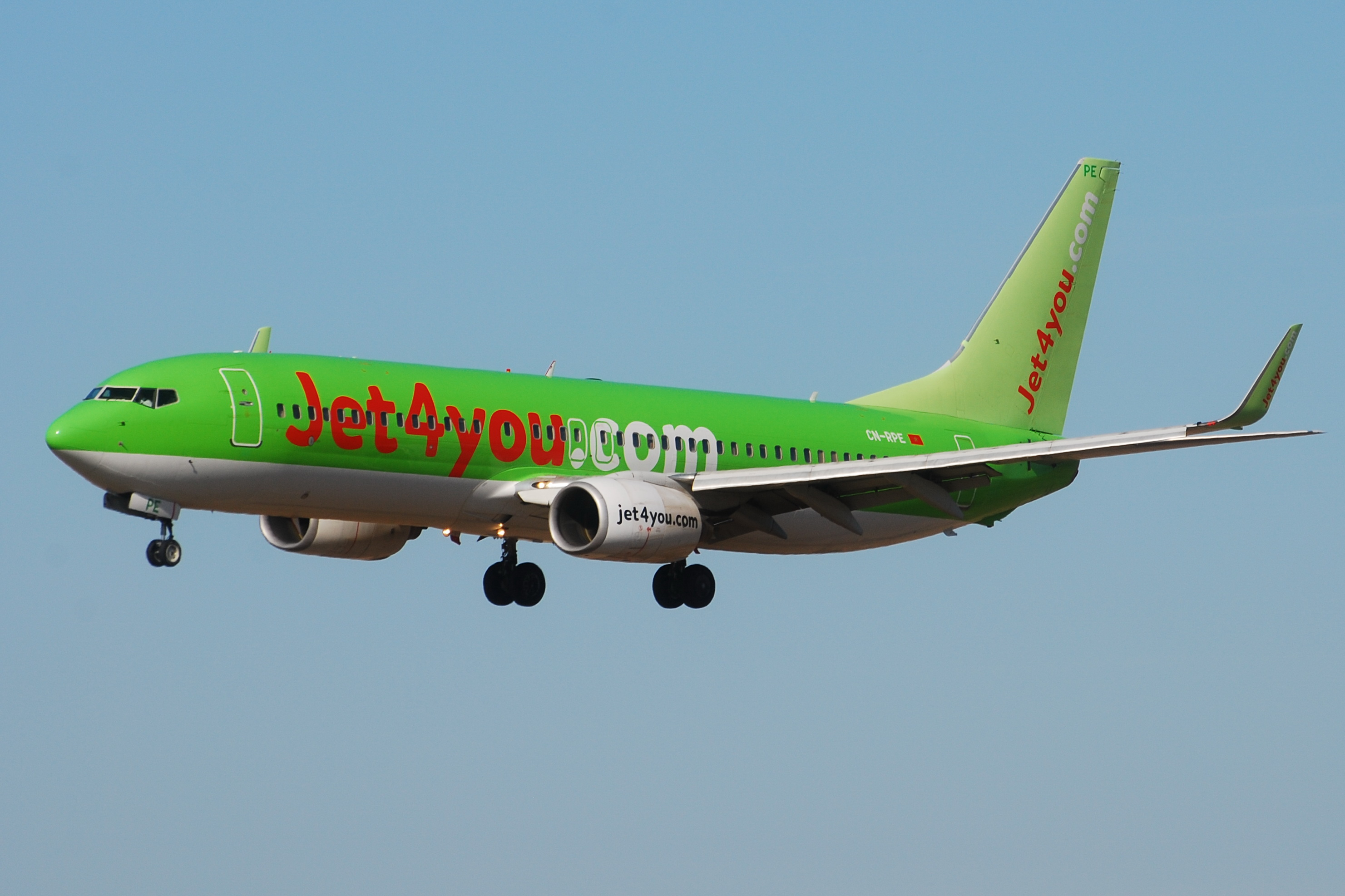
Om milieuredenen verbood Wallonië in 2006 Jet4you tussen Charleroi en Luik te vliegen.

Een verbod op korte vluchten, ook wel verbod op korteafstandsvluchten, verbod op korte vliegreizen of afschaffen korte vluchten genoemd, is een verbod op vliegreizen over een bepaalde vliegafstand, om zo reizigers te stimuleren of verplichten om te kiezen voor duurzamere vervoersmiddelen, met name de trein, met als doel mitigatie van de milieuvervuiling veroorzaakt door de luchtvaart. Het verbod of de beperking wordt ingesteld door door overheden, bijvoorbeeld op luchtvaartmaatschappijen om korte vliegverbindingen op te zetten en onderhouden, of door organisaties of bedrijven op hun werknemers voor zakenreizen per vliegtuig.

## Definitie
Er is geen overeenstemming over wat een 'korte vlucht' is. In de publieke opinie zoals in debatten en enquêtes wordt de term vaak niet expliciet gedefinieerd. De International Air Transport Association (IATA) definieert een korte vlucht als 'een vlucht met een duur van 6 uur of korter'. In de praktijk hebben overheden en organisaties verschillende normen ingevoerd, ofwel op basis van de hemelsbrede afstand tussen steden in honderden kilometers ofwel in termen van hoeveel uur een trein erover zou doen om deze afstand te overbruggen. Om een voorbeeld te noemen, de Rijksuniversiteit Groningen heeft limieten gesteld volgens beide normen, namelijk door haar personeel te verbieden om vliegreizen korter dan 500 kilometer te maken of korter dan per trein binnen 6 uur kan worden bereisd. Er was enige verwarring over hoe deze beperkingen moesten worden berekend en verzoend: hemelsbreed is de afstand tussen Groningen en bijvoorbeeld Berlijn 465 km, maar de wegverbinding 577 km; bovendien varieert de treinreistijd tussen de 5.40 en 6.30 uur.

## Overzicht

### Overheden en publieke instellingen
| Overzicht van voorgestelde verboden op korte vluchten Voor iedereenVoor personeel | Overzicht van voorgestelde verboden op korte vluchten Voor iedereenVoor personeel |
| --------------------------------------------------------------------------------- | --------------------------------------------------------------------------------- |
| Ingesteld door                                                                    | Afstand                                                                           |
| Frankrijk                                                                         | 2,5 uur treinreizen                                                               |
| Nederland                                                                         | 150 kilometer (voorgesteld)                                                       |
| Oostenrijk                                                                        | 3 uur treinreizen                                                                 |
| Wallonië                                                                          | 100 kilometer                                                                     |
| Greater London Authority                                                          | 6 uur treinreizen                                                                 |
| BBC Worldwide                                                                     | 3 uur treinreizen                                                                 |
| Environment Agency                                                                | ≈7 uur treinreizen                                                                |
| KP Universiteit Linz                                                              | 8 uur treinreizen                                                                 |
| Klarna Bank AB                                                                    | Alle binnen Europa                                                                |
| Tilburg University                                                                | 500 kilometer                                                                     |
| Universiteit Gent                                                                 | 6 uur treinreizen                                                                 |
| Rijksuniversiteit Groningen                                                       | 6 uur treinreizen of 500 kilometer                                                |
| Universiteit van Genève                                                           | 4 uur treinreizen                                                                 |
| Hochschule für nachhaltige Entwicklung Eberswalde                                 | 10 uur treinreizen of 1000 kilometer                                              |
| HTW Berlin                                                                        | 6 uur treinreizen                                                                 |
| Vlaamse overheid                                                                  | 6 uur landreizen of 500 kilometer                                                 |
| Afdeling SFB 1287, Universiteit van Potsdam                                       | 12 uur treinreizen of 1000 kilometer                                              |
| Institut für Energietechnik, Hochschule Rapperswil                                | 12 uur alt. reizen of 1000 kilometer                                              |
| Wageningen University                                                             | 6 uur treinreizen                                                                 |
| Radboud Universiteit                                                              | 7 uur treinreizen                                                                 |
| Basel-Stadt                                                                       | 1000 kilometer                                                                    |

Overheden stellen verboden op korte vliegreizen over het algemeen in op luchtvaartmaatschappijen en daarme alle burgers en bedrijven die op hun grondgebied opereren. Sommige uitzonderingen worden verleend voor noodgevallen.
- Frankrijk: Op 3 juni 2019 stelden Franse parlementsleden voor om vliegreizen over afstanden die binnen 2,5 uur met de trein kunnen worden afgelegd te verbieden.[28] De Franse Minister van Financiën Bruno Le Maire verklaarde in april 2020 en herhaalde in mei 2020 dat er onderhandelingen gaande waren tussen de regering en Air France-KLM over een dergelijk verbod op korte afstanden van 2,5 uur.[29] Op 9 juni 2020 bevestigde Le Maire, als onderdeel van zijn coronacrisissteunpakket voor de Franse luchtvaartsector, dat korte afstandsvluchten van 2,5 uur verboden zouden worden,[6][12] terwijl de binnenlandse vluchten van Air France-KLM met 40% zouden worden verminderd.[6]
- Nederland: In juni 2013 stelde Tweede Kamerlid Liesbeth van Tongeren (GroenLinks, voorheen directeur Greenpeace Nederland) voor om binnenlandse vluchten in Nederland te verbieden met als argument dat ze nodeloos inefficiënt, vervuilend en duur zijn, maar Staatssecretaris van Infrastructuur en Milieu Wilma Mansveld (PvdA) zei dat een dergelijk verbod EU-regels zou overtreden die luchtvaartmaatschappijen toestaan om binnenlands te vliegen.[30][31] In maart 2019 stemde de Tweede Kamer in met een verbod op commerciële vluchten tussen Schiphol en Brussels Airport.[32] Deze afstand van ongeveer 150 kilometer werd elke dag afgelegd door vijf retourvluchten, waarvan de meeste feedervliegreizen waren: passagiers uit Brussel gaan naar Amsterdam om daar op een langeafstandsvlucht te stappen of vice versa.[11] Echter, Minister van Infrastructuur Cora van Nieuwenhuizen (VVD) verklaarde dat een dergelijk verbod indruisde tegen de vrijemarktregels van de Europese Commissie en daarom niet ingevoerd zou worden.[32]
- Oostenrijk: Als onderdeel van haar coronacrisissteunpakket voor Austrian Airlines in juni 2020 voerde de conservatief–groene coalitie een speciale belasting in van 30 euro op vliegtickets voor vluchten onder de 350 kilometer (een nog niet eerder binnen de EU genomen milieumaatregel), terwijl vlieglijnen over een afstand die binnen drie uur per trein bereisbaar waren voortaan werden verboden.[12]
- Wallonië ( België): In 2006 verbood de Waalse Minister van Transport André Antoine de luchtvaartmaatschappij Jet4you om een tussenstop te maken in Luik tijdens een vlucht van Charleroi naar Casablanca met het argument dat korteafstandsvluchten van minder dan 100 kilometer te veel milieuschade aanrichtten. In december 2006 bevestigde de Europese Commissie dat dit verbod geen luchtvaartafspraken met Marokko schond; Commissaris Jacques Barrot lichtte toe: 'De nationale autoriteiten kunnen dergelijke maatregelen nemen, met name om milieuredenen.'[33] Jet4you sleepte de Waalse Regering voor de rechter, maar in november 2008 bevestigde de Rechtbank van eerste aanleg in Namen de geldigheid van het korteafstandsverbod, verwierp de schadeclaim van Jet4you en beval het bedrijf om de proceskosten à 15.000 euro te betalen. Minister Antoine beschouwde dit als een overwinning en spoorde de Belgische federale regering opnieuw aan om een landelijk verbod op korte vluchten in te stellen (hetgeen door de vorige federale transportminister Renaat Landuyt al was overwogen).[1]

### Organisaties en bedrijven
Organisaties, inclusief overheidsinstanties en NGO's, en ook commerciële bedrijven, leggen soms de zakelijke korte vliegreizen van hun eigen personeel aan banden, meestal door hen te adviseren of instrueren om in plaats daarvan de trein te nemen. Sommige uitzonderingen kunnen worden verleend voor noodgevallen of voor bestemmingen die moeilijk per trein bereikbaar zijn. Als een werknemer toch een vlucht pakt die niet voldoet aan de regels gesteld door zijn werknemer, dan worden de gemaakte reiskosten niet vergoed.
- Greater London Authority: Op 12 maart 2008 verbood burgemeester Ken Livingstone van Londen korte vliegreizen voor alle 20.000 werknemers van de Greater London Authority (alias City Hall), Transport for London en London Development Agency. City Hall publiceerde dezelfde dag een rapport waarin stond dat alle reizen binnen het Verenigd Koninkrijk en de meeste continentaal-Europese steden per spoor dienden te worden ondernomen, tenzij een dergelijke reis langer dan 6 uur zou duren.[13] Een rapport van Transport for London uit 2010 merkte op: 'Aangezien treinreizen minder koolstofintensief is dan reizen met het vliegtuig voeren veel organisaties nu een verbod in op alle korte vluchten wanneer er een gelijkaardige reis per trein van minder dan zes uur beschikbaar is'.[34]
- BBC Worldwide (nu BBC Studios): de British Broadcasting Corporation besloot in oktober 2009 dat alle personeelsleden van de afdeling BBC Worldwide niet meer binnenlandse of korte vluchten mochten maken op kosten van het bedrijf, tenzij reizen per trein hun totale reistijd met meer dan drie uur zou verlengen. Bovendien dienden ze voortaan formeel uit te leggen waarom een ontmoeting of vergadering niet kon worden gehouden met een van de vijf videoconferentieprogramma's van de BBC voordat toestemming kon worden verleend voor een langeafstandsvlucht. De maatregelen werden genomen om milieuschade en kosten terug te dringen.[14]
- Environment Agency: Het in Bristol gevestigde Environment Agency (Milieu-agentschap) van de Britse overheid verbood zijn personeel in juni 2010 om korte vluchten te maken naar heel Engeland en Wales en verschillende bestemmingen in continentaal Europa, waaronder Parijs en Brussel, en verplichtte hen om in plaats daarvan met de trein te reizen; Edinburgh en Glasgow zouden 'in uitzonderlijke omstandigheden' nog steeds per vliegtuig worden toegelaten. Het agentschap had in de periode 2006–2010 zijn kilometrage voor zakenreizen per auto al met 24% beperkt en wilde ook in de luchtvaart het goede voorbeeld geven, ten dele als antwoord op de kritiek jegens het Ministerie van Energie en Klimaatverandering, dat veel vermijdbare binnenlandse vluchten uitvoerde.[15]
- Katholische Privatuniversität Linz: Sinds 2010 vergoedt de KU Linz de vliegreizen van haar personeel 'alleen als de meest comfortabele treinverbinding een reistijd van 8 uur overschrijdt en als bovendien de uitstoot van CO2 is gecompenseerd via atmosfair'.[16]
- Klarna Bank AB: Nadat de vliegschaamte-beweging in Zweden in 2017 opkwam, besloot de bank Klarna om al haar medewerkers te verbieden om binnen Europa te vliegen en om langeafstandsvluchten te ontmoedigen.[17]
- Tilburg University: De 'Regeling vergoeding dienstreizen werknemers TiU' zoals aangenomen op 1 januari 2018 verklaart dat, 'uit oogpunt van duurzaamheid', dienstreizen naar buitenlandse bestemmingen tot 500 kilometer 'in principe' met het openbaar vervoer (bus of trein) of een eigen vervoermiddel (vooral de auto) worden gemaakt; vanaf 500 kilometer kan gebruik worden gemaakt van het vliegtuig. Als  de regels niet worden gevolgd, zal TiU de reiskosten niet vergoeden. Een onderzoek uit februari 2019 toonde aan dat, onder de top 10 bestemmingen van medewerkers in Europa, slechts één (Londen op nr. 7) binnen de limiet van 500 kilometer viel, hetgeen waarschijnlijk aantoonde dat het beleid een succes was, hoewel centraal toezicht op het naleven van de regels leek te ontbreken.[18]
- Universiteit Gent: In juni 2018 voerde de Universiteit Gent een duurzaam reisbeleid in ter vermindering van de 5.300 jaarlijkse vluchten van het personeel (wat bijna 15% van haar CO2-uitstoot veroorzaakte), waarvan de meeste bestemmingen binnen Europa lagen. Voortaan waren zakenvluchten verboden naar 'groene steden', wat betekent dat ze binnen 6 uur bereikbaar zijn met de bus of trein, or als 'de reistijd ernaartoe per trein niet langer is dan per vliegtuig (duur van vlucht + 2 uur, als standaardduur van de rit naar de luchthaven + inchecktijd + transfertijd)'. Voor vluchten naar 'oranje steden', die per trein binnen 8 uur bereikbaar zijn, wordt het personeel geadviseerd maar niet verplicht om de bus of trein te nemen als alternatief. Uitzonderingen op deze regels kunnen worden gemaakt onder ongebruikelijke omstandigheden die na formeel verzoek zijn goedgekeurd. Alle uitstoot van toekomstige dienstvluchten diende voortaan ook te worden gecompenseerd.[19][35]
- Rijksuniversiteit Groningen: In mei 2019 kondigde de universiteit aan dat het voortaan haar personeel zou verbieden om afstanden korter dan 500 kilometer te vliegen of korter dan per trein binnen 6 uur kan worden bereisd. Het verbod beoogde een drastische vermindering van de ongeveer 5.500 jaarlijkse vluchten van universiteitsmedewerkers om congressen en symposia in het buitenland bij te wonen, hetgeen in de drie jaar ervoor 15 miljoen kilogram aan CO2-uitstoot veroorzaakte.[10]
- Universiteit van Genève: In september 2019 werd aangekondigd dat de ongeveer 4.000 jaarlijkse vluchten die door universiteitsmedewerkers worden afgelegd om conferenties en vergaderingen bij te wonen, drastisch zouden worden verminderd om bij te dragen aan CO2-emissiereducties. Naast andere maatregelen zouden meer videoconferenties real-life evenementen vervangen, vluchten over afstanden die met de trein in 4 uur kunnen worden afgelegd en businessclassvluchten binnen Europa en de MENA-regio worden verboden en de uitstoot van CO2 die wordt veroorzaakt door onvermijdelijke vliegreizen worden gecompenseerd.[20]
- Hochschule für nachhaltige Entwicklung Eberswalde: Op 19 september 2019 werd Eberswalde de eerste hogeronderwijsinstelling in Duitsland die haar medewerkers verplichtte om vliegafstanden onder de 1000 kilometer te vermijden, tenzij de treinreis langer dan 10 uur duurt of toestemming is verleend voor uitzonderlijke omstandigheden. Als universiteit die zich richt op duurzaamheid, concludeerde ze dat ze een leidende rol zou moeten spelen op het gebied van duurzamer transport, inclusief het elimineren van de jaarlijkse uitstoot van CO2 door korteafstandsvluchten, die goed was voor 10% van alle uitstoot in 2018.[21]
- HTW Berlin: Eind september 2019 kondigde de Berlijnse Hochschule für Technik und Wirtschaft aan dat het vanaf 1 januari 2020 alle korte personeelsvluchten die binnen 6 uur per trein bereisbaar waren zou schrappen. De jaarlijkse luchtvaartemissies van het instituut kwamen naar verluidt neer op 263 ton; de helft van alle dienstvliegreizen overbrugde minder dan 750 kilometer.[22]
- Vlaamse overheid: Sinds 1 oktober 2019 mogen ambtenaren van de Vlaamse overheid niet meer met het vliegtuig reizen naar bestemmingen die dichterbij zijn dan 500 kilometer of binnen 6 uur over land te bereizen. Uitzonderingen waren alleen toegestaan als 'zwaarwichtige redenen' konden worden aangetoond.[23]
- SFB 1287 van de Universiteit van Potsdam: De afdeling 1287 Limits of Variability in Language van de Universiteit van Potsdam vergoedt sinds 1 januari 2020 geen zakelijke vluchten meer tot 1000 kilometer of 12 uur treinreizen.[16]
- Institut für Energietechnik van de Hochschule für Technik Rapperswil: 88% van de leden van het Institut für Energietechnik (met 6% onthoudingen) stemde vóór de invoering van een vliegverbod voor korte afstanden, gedefinieerd als 1000 kilometer of reisbaar met een alternatief vervoermiddel binnen 12 uur, voor personeel tegen eind januari 2020.[16][24]
- Wageningen University & Research: Het college van bestuur van de WUR kondigde in februari 2020 een nieuw duurzaam reisbeleid aan dat haar personeel  (dat 10.000 keer vloog in 2017, daarmee 200 ton aan CO2 uitstootte) verplichtte tot de trein voor reizen van 6 uur of minder, waarbij de trein nog steeds 'de voorkeur heeft' voor reizen tussen de 6 en 8 uur. Alleen 'bij 'heel zwaarwegende redenen' en nadat de leidinggevende daar toestemming voor heeft gegeven' kan vliegen op kortere afstanden worden goedgekeurd; deze redenen zouden na een jaar worden geëvalueerd.[25]
- Radboud Universiteit Nijmegen: In maart 2020 besloot het college van bestuur op advies van het Radboud Green Office dat werknemers vanaf september 2020 geen zakenvluchten meer mochten maken voor afstanden die met de trein in 7 uur te bereizen waren. Het was ook van plan om een partnerschap op te zetten met een extern reisbureau om het reisgedrag van zijn werknemers te reguleren zonder hun privacy te schenden en om te investeren in betere videoconferentietechnologie om reizen overbodig te maken. Volgens een studie van twee HAN-studenten zou het plan de Radboud Universiteit ongeveer 10% van al haar CO2-emissies besparen.[26]
- Kanton Basel-Stadt: In juni 2020 werd het alle overheidsmedewerkers om milieuredenen verboden om vluchten te nemen naar bestemmingen dichter dan 1000 kilometer bij de stad Bazel.[27]

## Maatschappelijk debat

### Europese Unie

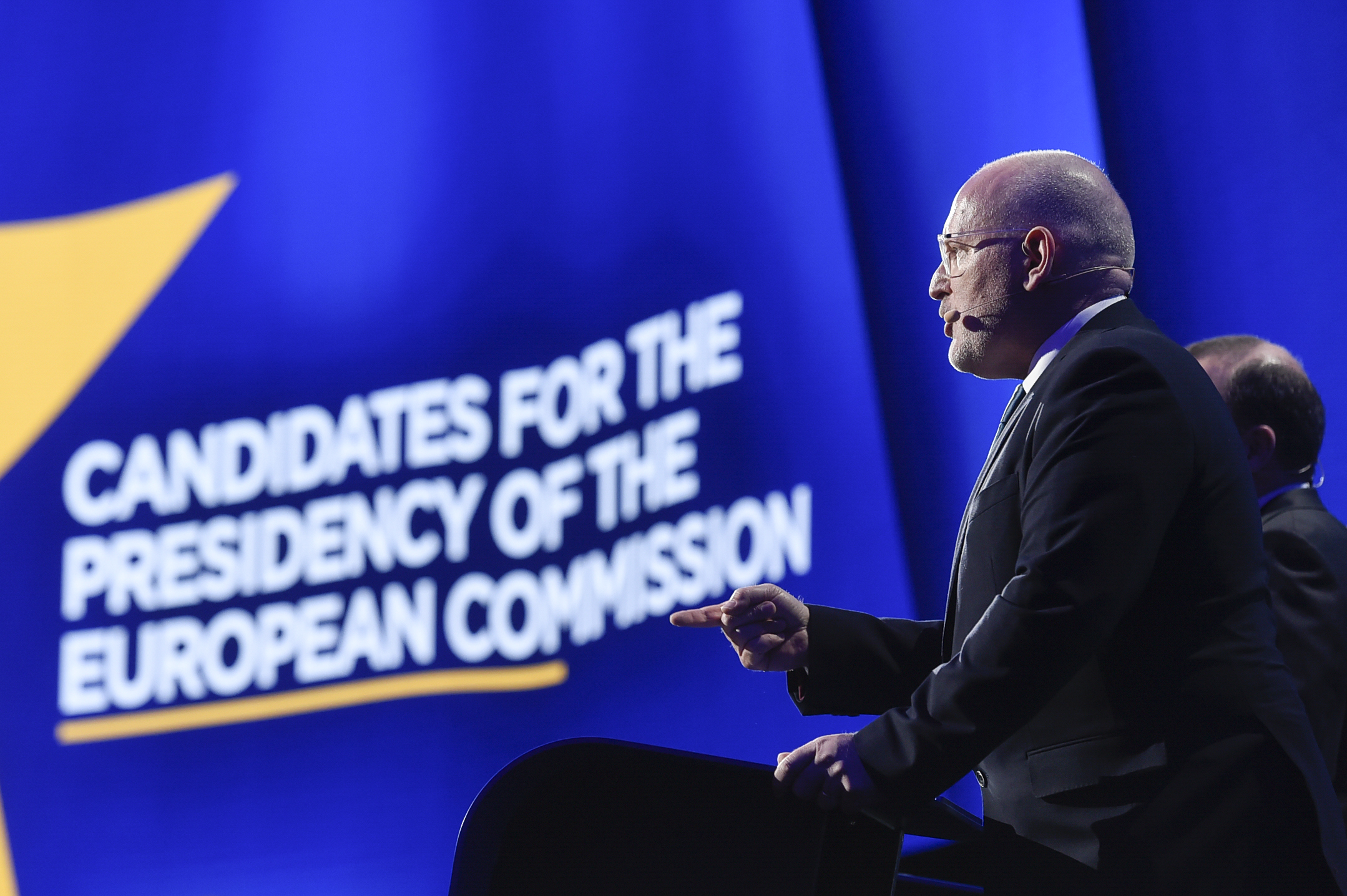
Frans Timmermans antwoordde in het debat van 2019 op de vraag of korte vluchten moeten worden verboden: 'Ja! Maar dan hebben we ook goede spoorwegen nodig.'

Tijdens een televisiedebat voorafgaand aan de Europese Parlementsverkiezingen van 2019 in mei 2019 stelde kandidaat voor het voorzitterschap van de Europese Commissie Frans Timmermans voor om alle korteafstandsvluchten in Europese Unie te verbieden, terwijl zijn belangrijkste opponent Manfred Weber het er deels mee eens was dat ze dienden te worden beperkt. Analisten wezen erop dat er geen overeenstemming was over de definitie van de term 'korteafstandsvluchten' en dat het ver-strekkende gevolgen kon hebben voor kleinere regionale luchthavens die vooral binnenlandse vluchten bedienen. Uit een enquête van september–oktober 2019 uitgevoerd door de Europese Investeringsbank (EIB) onder 28.088 EU-burgers uit de destijds 28 lidstaten bleek dat 62% voorstander was van het verbieden van 'korteafstandsvluchten'; de enquête definieerde die term niet.

### Duitsland
Timmermans' voorstel veroorzaakte een debat in Duitsland over het afschaffen van korte vluchten (namelijk, korter dan 1500 kilometer), waarbij sommige politici hem bijvielen, terwijl anderen zeiden dat het te ver ging en zich uitspraken voor andere maatregelen die zij gepaster vonden. Half oktober 2019 kondigde de Duitse Minister van Financiën aan dat het korte vliegreizen niet aan banden zou leggen, maar in plaats daarvan de vliegbelasting op korte afstanden zou verhogen van 7,50 tot 13,03 euro; belasting op middellange afstanden zou toenemen van 23,43 tot 33,01 euro en op lange afstanden van 42,18 tot 59,43 euro. Verder zouden treinkaartjes 10% goedkoper worden.
Tegen juli 2019 begonnen de meeste politieke partijen in Duitsland, waaronder Die Linke, de sociaaldemocraten, de Groenen en de christendemocraten, overeenstemming te bereiken om alle overheidsinstellingen die vanwege de Berlin/Bonn-Gesetz van 1994 nog waren gevestigd in Bonn (de hoofdstad van het voormalige West-Duitsland) te verplaatsen naar Berlijn (de hoofdstad sinds Duitse hereniging in 1990), omdat ministers en ambtenaren ongeveer 230.000 keer per jaar tussen de twee steden vlogen, dat als te onpraktisch, duur en milieubelastend werd beschouwd. De afstand van 500 kilometer tussen Bonn en Berlijn kon met de trein in 5,5 uur worden afgelegd, dus ofwel moesten de treinverbindingen worden verbeterd, ofwel moest Bonn als secundaire hoofdstad worden afgeschaft.

### Frankrijk
In Frankrijk nam de Assemblée op 10 april 2021 een voorstel over van het door loting samengestelde burgerparlement om korte-afstandsvluchten te verbieden waar een snelle treinverbinding aanwezig was. Wel werd de limiet van vier uur voor een treinreis teruggebracht tot 2,5 uur. Duurt de rit langer dan is een vliegverbinding als alternatief toegestaan.

### Nederland
Hoewel in maart 2019 bijna alle Nederlandse parlementaire fracties het erover eens waren dat treinreizen korteafstandsvliegen zou moeten vervangen, waren er enkele praktische problemen die eerst dienden te worden opgelost voordat treinen een werkbaar alternatief konden worden zoals het kopen van gecombineerde trein- en  vliegtickets, het ontbreken van een directe Thalys-verbinding van Amsterdam Centraal en Parijs-Noord naar Brussels Airport wat passagiers dwingt om in Brussel-Zuid over te stappen.  Daarnaast deed de toenmalige Beneluxtrein, die voor 2024 rechtstreeks Schiphol en Zaventem verbond, er twee uur over. Dit vooral omdat er geen hogesnelheidslijn bestaat tussen Antwerpen en Brussel. In november 2019 veroorzaakte een Qatar Airways Boeing 777-vrachtvlieglijn van Doha naar Mexico-Stad met tussenstops in Maastricht en Luik controverse over 'de bizarste vlucht ooit', aangezien de afstand tussen de laatste twee slechts 38 kilometer is en de vlucht slechts 9 minuten duurt, alleen omdat een enkel Nederlands bedrijf had gevraagd om zijn wekelijkse vracht in Maastricht te laten bezorgen in plaats van Luik. In reactie daarop stelden twee van de vier Nederlandse regeringspartijen voor om alle vluchten korter dan 100 kilometer te verbieden.

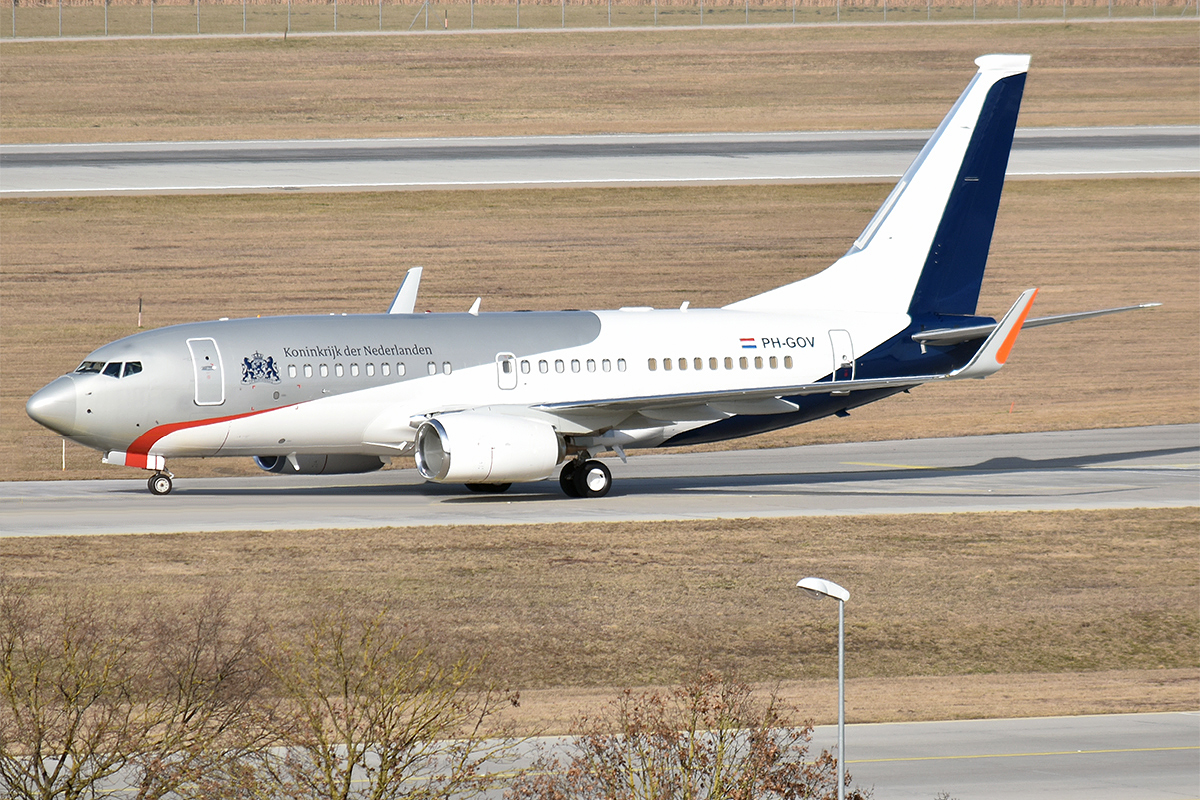
Nederlands regeringsvliegtuig PH-GOV op Luchthaven München in 2020

In september–oktober 2022 bleek uit onderzoek van RTL Nieuws dat Nederlandse ministers, staatssecretarissen en het koningspaar Willem-Alexander en Máxima (zie ook Kosten van het Nederlandse Koninklijk Huis § Vliegreizen) steeds vaker korte zakenvluchten maakten met het Nederlands regeringsvliegtuig PH-GOV, privévliegtuigen of commerciële lijnvluchten (een stijging van 38% vergeleken met 2019), terwijl dit haaks stond op het regeerakkoord van januari 2022 om korte vluchten juist te ontmoedigen. Bovendien vlogen veel vliegtuigen leeg heen en weer op inefficiënte en milieuvervuilende wijze en waren de meeste afstanden in principe ook prima per trein, dienstauto of desnoods een lijnvlucht af te leggen. Dit bleek onder meer omdat sommige ministers zoals Dijkgraaf (onderwijs) en Harbers (infrastructuur) in de eerste acht maanden van 2022 met de dienstauto of de trein vanuit Den Haag naar Luxemburg of Parijs reisden. Daarentegen maakten minister-president Rutte en minister Hoekstra (buitenlandse zaken) samen 8 van de 12 vluchten naar Luxemburg of Parijs, meestal met regeringsvliegtuig PH-GOV. Luchtvaartdeskundigen waren kritisch over het reisgedrag van de bewindslieden die juist het goede voorbeeld dienden te geven en ook de privéluchtvaart was niet blij met de vele korte vluchten vanwege de hoge kosten. Naar aanleiding van de bevindingen van RTL reageerden coalitiepartijen D66 en ChristenUnie kritisch op het kabinet en ook coalitiepartij CDA stelde Kamervragen over korte en milieuvervuilende lege vluchten tussen bijvoorbeeld Amsterdam en Rotterdam voor een beperkte tijdwinst voor een minister. Oppositiepartij GroenLinks wilde met een motie afdwingen dat het kabinet en de koning voor reizen korter dan 700 kilometer met de trein zouden reizen. Het ministerie van Infrastructuur bevestigde dat de impact van de luchtvaart op het klimaat diende te worden verminderd, al moesten bewindslieden ook efficiënt hun werk kunnen doen. Ook het ministerie van Binnenlandse Zaken zei dat korte vluchten vaak overbodig waren: "De tijdswinst met vliegen is zeer beperkt, vliegen kent logistiek meer uitdagingen en is tijdstechnisch minder flexibel dan een treinverbinding." Volgens de Rijksvoorlichtingsdienst en het ministerie van Buitenlandse Zaken was echter niet voor alle reizen met commerciële privéjets alternatief vervoer mogelijk, "omdat het regeringsvliegtuig niet beschikbaar was en andere manieren van vervoer niet aansloten op de agenda's."

### België
In augustus 2010 eiste actiegroep Wiloo (Werkgroep rondom de Impact van de Luchthaven van Oostende op de Omgeving) een vliegverbod voor korte afstanden en een binnenlandse kerosinetaks in Vlaanderen, vergelijkbaar met die ingesteld in respectievelijk Wallonië in 2006 en Nederland in 2005, vanwege de snelle toename van vervuilende binnenlandse vluchten. Een woordvoerder zei dat 700 vluchten (20%) van alle vluchten van en naar Oostende slechts 300 kilometer of korter waren, eraan toevoegend dat het 12 keer duurder was om passagiers van Oostende naar Brussel te vervoeren per vliegtuig dan per bus.
Op 9 juni 2020, tijdens een relatief rustige periode van de coronacrisis in België, nam Vlaams Minister van Mobiliteit Lydia Peeters deel aan een korte vliegreis van ASL Group van Brussel via Knokke naar Antwerpen, naar eigen zeggen om regionale luchthavens zoals Antwerpen, Oostende en Kortrijk te promoten. Het zou nodig zijn geweest om de in crisis verkerende luchtvaart te steunen omdat ze ervan overtuigd was 'dat de regionale luchthavens een toekomst hebben in Vlaanderen, gezien hun economische belang.' Dit kwam haar op kritiek te staan, vanwege de controverse rond deze regionale luchthavens, die volgens tegenstanders "een bron van schadelijke en perfect vermijdbare CO2-uitstoot" zijn. Peeters voelde zich genoodzaakt om drie keer haar excuses uit te spreken.

### Universiteiten

#### Beweging onder academici

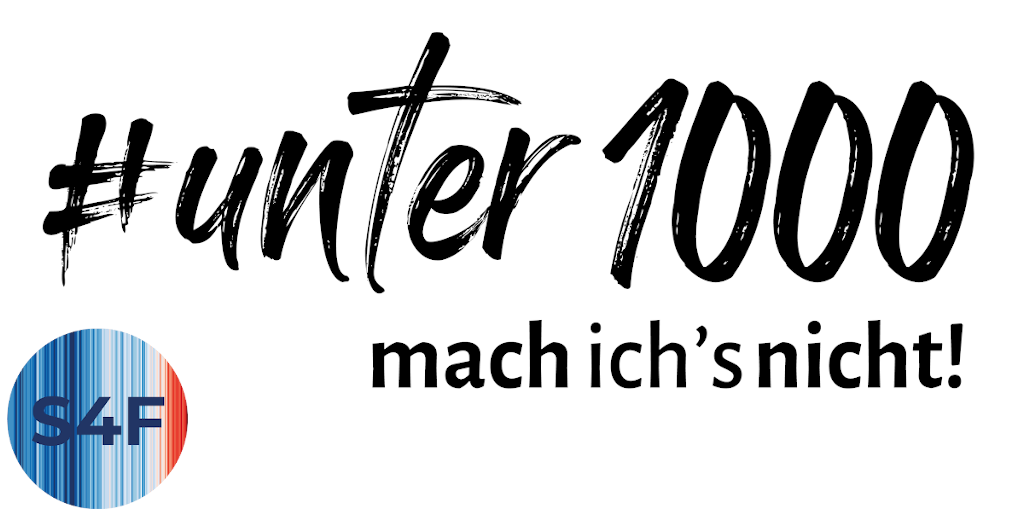
Campagneslogan Scientists for Future: '#Onder1000 doe ik 't niet!'

In reactie op het Special Report on Global Warming of 1.5 °C van het IPCC van 8 oktober 2018 publiceerden meer dan 650 Deense academici uit verschillende disciplines op 19 november 2018 een open brief waarin ze de colleges van bestuur van (Deense) universiteiten opriepen om het goede voorbeeld te geven in het tegengaan van klimaatverandering. Punt 1 op hun lijst met vijf prioriteiten was 'vluchten drastisch verminderen en klimaatvriendelijke alternatieven ondersteunen'. Op 4 februari 2019 publiceerden 55 Nederlandse wetenschappers, verwijzend naar het Deense initiatief, een soortgelijke 'Klimaatbrief', inclusief punt 2: 'Het drastisch verminderen, met inzichtelijke targets, van vliegverkeer, onder andere door een kritische afweging bij reizen; het gebruik van alternatief vervoer en het investeren in klimaatvriendelijke communicatiealternatieven en gedragsverandering om deelname op afstand aan academisch overleg, conferenties en uitwisseling mogelijk te maken.' Op 7 maart 2019 hadden alle 14 Nederlandse universiteiten (verenigd in de VSNU) hun steun uitgesproken voor de Klimaatbrief, die op dat moment door bijna 1.300 medewerkers was ondertekend. VSNU-voorzitter Pieter Duisenberg verklaarde: 'De wetenschap kan en moet een hoofdrol spelen in de aanpak van klimaatverandering. Dan gaat het om kennis, maar ook om de inzet die we als universiteiten zelf kunnen plegen.' Veel Nederlandse universiteiten lieten zich inspireren door het duurzame reisbeleid van de Universiteit Gent. In juli 2019 lanceerde professor Martina Schäfer van de Technische Universiteit Berlijn een gelijkaardige 'Zelfverplichting ter afzwering van korte (zaken)vluchten' (omschreven als 'bereisbaar zonder te vliegen onder de 12 uur', of 1000 kilometer), die tegen 20 september 2020 al door meer dan 1700 Duitse academici was getekend. Een dag eerder was de Hochschule für nachhaltige Entwicklung Eberswalde de eerste Duitse hogeronderwijsinstelling om de vrijwillige belofte om vliegen over afstanden korter dan 1000 kilometer of 10 uur treinreizen voor alle werknemers verplicht te stellen.

#### Discussies

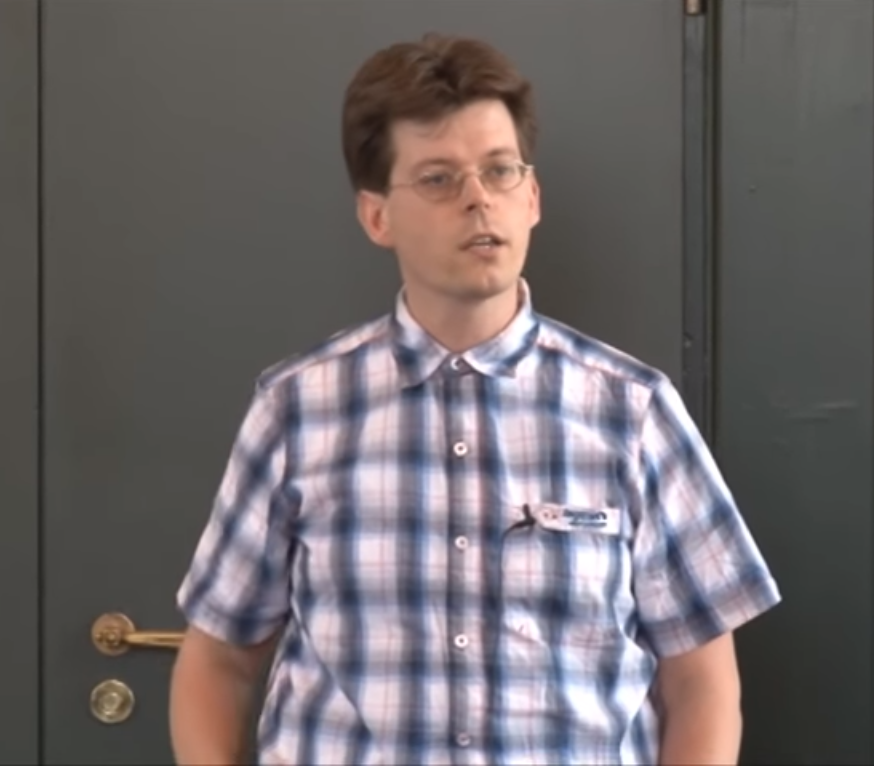
Casper Albers: 'Sommige reizen zijn noodzakelijk. Maar we moeten wel nadenken: kunnen conferenties anders?'

Afgezien van het pleiten voor duurzamere reizen over korte afstanden en het argument dat de wetenschappelijke gemeenschap het goede voorbeeld zou moeten geven, hebben sommige academici de noodzaak en daarmee de rechtvaardiging van veel internationale vluchten om wetenschappelijke conferenties of bijeenkomsten van onderzoekers bij te wonen, in twijfel getrokken. Liesbeth Enneking (Erasmus Universiteit Rotterdam) stelt dat congressen weinig toegevoegde waarde hebben, aangezien onderzoekers al toegang hebben tot hun collega's over de hele wereld via de online publicatie van hun artikelen en het ontmoeten van buitenlandse collega's in het echte leven en persoonlijk met hen praten is zelden belangrijk voor hun werk. 'Congressen bijwonen is soms ook vooral egostrelend, en een leuk uitstapje. (...) Maar omwille van de planeet kunnen we ons dat [privilege] niet langer op deze schaal permitteren', betoogde Enneking, die in 2017 stopte met vliegen. Cody Hochstenbach (Universiteit van Amsterdam) vertelde hoeveel korte (bijvoorbeeld twee dagen) internationale onderzoeksbijeenkomsten zijn 'great to catch up with each other and to discover a new city, but seldomly they are actually productive. prima om met elkaar bij te praten en een nieuwe stad te leren kennen, maar zelden zijn ze écht productief. Het verbaasde me daarom enorm dat een Japanse hoogleraar speciaal voor deze bijeenkomst [in Le Havre] was ingevlogen. Hij had bovendien een flinke jetlag en dommelde regelmatig in tijdens de sessies. Het is natuurlijk een kostbare aangelegenheid om iemand voor twee dagen de halve wereld over te laten vliegen. Nog krankzinniger vind ik dat universiteiten dit vlieggedrag faciliteren en zelfs aanmoedigen.' Verwijzend naar argumenten van andere academici voegde hij eraan toe dat dit gedrag een vorm van sociaaleconomisch onrecht was jegens veel mensen met een lagere opleiding en inkomen die zich zulke lange vluchten nooit konden veroorloven. Individuele wetenschappers zouden hun verantwoordelijkheid moeten nemen en de bewijslast moeten vervullen om aan te tonen dat hun vluchten naar dergelijke conferenties echt nuttig zijn en niet kunnen worden vervangen door treinen. Promovendus klimaatrechtszaken Laura Burgers (UvA) zei: '[Sommige] wetenschappelijke conferenties (...) zijn ongetwijfeld nuttig, maar we moeten eerlijk zijn: het is vaak vooral leuk om een reisje te maken. Die voordelen wegen echter niet op tegen de milieuschade.' Ze verhaalde haar ervaring van een conferentie waar wetenschappers onderzoeken bespraken die al eerder waren gepubliceerd en derhalve 'zonde van de tijd en de CO2-uitstoot die de vliegreis kostte'.
Hoewel ze erkennen dat de huidige intensiteit moet worden verminderd, zijn andere academici het daar gedeeltelijk mee oneens, en zeggen ze dat, vooral voor jonge onderzoekers, in het echte leven in contact komen en blijven met hun internationale collega's echt kan helpen om hun netwerk op te bouwen en hun carrière vooruit te helpen, en om interacties tot stand te brengen en dat dit eenvoudiger en completer gaat dan via video. Astrofysicus Ralph Wijers wees erop dat zijn onderzoeksprojecten, inclusief reizen die hij ervoor moest maken, werden gefinancierd door verschillende organisaties die hem verplichten om tegen zo min mogelijk kosten te reizen, waardoor hij vaak gedwongen werd om doorgaans goedkopere vliegtickets te nemen in plaats van relatief prijzige treinkaartjes: 'Het zou op grotere schaal moeten worden aangepakt: hoe vervuilender iets is voor het milieu, hoe duurder het van mij mag zijn.'

#### Alternatieve benaderingen
Sommige universiteiten hebben de bewuste keuze gemaakt om geen formeel verbod op zakenvluchten op korte afstand in te stellen, maar in plaats daarvan hun werknemers aan te moedigen alternatieve vervoerswijzen te overwegen, hun CO2-uitstoot volledig te compenseren, of videoconferenties te overwegen in plaats van naar conferenties en vergaderingen te vliegen, omdat zij menen dat een dergelijke alternatieve benadering nog steeds voldoende zou zijn om de gestelde milieudoelstellingen te halen. Zo stelde de prorector van de Universiteit van Kopenhagen in februari 2020: 'We willen klimaatveranderingen heel graag beperken en we zijn van plan onze totale CO2-voetafdruk nog verder te verkleinen. (...) Het nieuwe reisbeleid van de universiteit legt geen vliegverbod op, maar bevat aanbevelingen en suggesties om reisgewoonten te veranderen. Het is een kwestie van de keuze van vervoer en het bieden van alternatieven voor vliegreizen. Bijvoorbeeld vergaderingen en videoconferenties via digitale platforms zoals Skype."
De Universiteit Leiden heeft geen korteafstandsbeperkingen ingevoerd voor vluchten, maar heeft sinds 2017 treinreizen als norm gesteld voor personeelsreizen korter dan 6 uur of 500 kilometer. De universiteit wilde de aldus gedefinieerde korteafstandsvluchten beperken tot minder dan 10% van alle vluchten; aangezien dit in 2017 5,7% was en in 2019 verder daalde tot 4,5%, werd het beleid als een succes beschouwd. In 2018 werd 90% van de CO2-uitstoot van vluchten gecompenseerd door betalingen aan bijvoorbeeld het Fair Climate Fund.
In november 2019 koos de Universiteit Utrecht ervoor om geen vliegverbod op te leggen, maar verschillende andere maatregelen te nemen, zoals het informeren van medewerkers over alternatieven, het investeren in betere videoconferentiefaciliteiten, een treinzonekaart die reistijden berekent en compensatie voor de aankoop van treinkaartjes, om het aantal vliegkilometers tegen 2030 te halveren. In 2018 werd al een CO2-compensatieplicht voor vluchten opgelegd.